# ニトクリス (バビロン)
ニトクリス（古代ギリシア語: Νίτωκρις Nitocris 紀元前540年頃）は、ヘロドトスの『歴史』に登場するバビロンを支配した女王。

## 人物
ヘロドトスの『歴史』によるとバビロンを支配した女王はセミラミスとニトクリス（エジプトの女王と同名）の二人で、後者はセミラミスの五世代後にあたるという。彼女は先の女王よりも聡明で、メディアの攻勢によるニネヴェ陥落を受けて後述の出来うる限りの防御策を講じた。まずバビロンの中央を流れていたユーフラテス河の上方に運河を多数設けて河を複雑に迂回させ、さらに河に沿って池を掘りその土を河の両岸の堤防とした。これによってメディアからの直通路をなくし、河川や池を自国の防壁となした。それらの工事の最中に街を両断する河川に橋を設置し、昼間だけ通れるようにした。
また、この女王は自身の墓に以下のような悪戯を残した。すなわちバビロンで最も人通りの多い門の上に墓を作らせ「われより後バビロンに王たる者にして、金子に窮する者あらば、この墓を開き欲するままに金子をとれ。然れども窮することなくしてみだりに開くべからず。凶事あるべし。」という文句を彫り込ませた。この墓はダレイオス１世の時代まで開かれることはなかった。ダレイオス1世は頭上に死体があることを嫌ってこの門を通るのを避け、また財宝があるのにそれを取れぬことをつねづね忌々しく思っていた。そこであるとき墓を暴いてみると、そこには財宝は無く、あるのは死骸と「汝にして貪欲飽くなく、利を追うて恥を知らざる輩ならざりせば、死人の棺を開くことなかりしものを。」という文句が刻まれているだけであった。なお、ダレイオス1世は後に起こったバビロンでの反乱を鎮圧した際に街の城門をすべて破壊している。
最後にヘロドトスはキュロス2世がバビロンで攻めた相手は彼女の息子で、彼は父の名であるラビュネトスとアッシリアの王権を引き継いだと記す。ナボニドゥスの円筒形碑文やナボニドゥスの年代記などによるとバビロニア陥落時の王はナボニドゥスでバビロニアを統治していたのは息子のベルシャザルとされる。ヘロドトスの言うラビュネトスがナボニドゥスのことであれば、女王ニトクリスはベルシャザルの母親に当たる。ベルシャザルの母親は『ダニエル書』にも登場し、「大后(queen)」と呼ばれる人物が、神の啓示に恐れるベルシャザルに賢者ダニエルを頼るよう助言をする場面がある。
しかし、ニトクリスの名と事跡を記す古代の資料はヘロドトスの『歴史』ぐらいのものであり、松平千秋は『ヘロドトス 歴史 上』の註釈で、彼女の業績はネブカドネザル2世のものと同じであり、ネブカドネザルのペルシア語形ナブクドラチャラをギリシア人が女性名と誤解したことから生じた伝説ではないか、という説を紹介している。